# Génération musique
Génération musique (California Dreams) est une série télévisée américaine en 78 épisodes de 25 minutes, créée par Brett Dewey et Ronald B. Solomon et diffusée entre le 12 septembre 1992 et le 14 décembre 1996 sur le réseau NBC.
En France, la série a été diffusée à partir du 14 juin 1994 dans Giga sur France 2.

## Synopsis
Cette série base son histoire sur un groupe d'adolescents d'origines ethniques diverses qui s'amuse et crée un groupe de musique sous le soleil de la Californie. Néanmoins, la série aborde des thèmes difficiles tels que la drogue, la peur, l'acceptation du divorce des parents…

## Distribution
- Brentley Gore (en) : Matt Garrison (1992-1994)
- Kelly Packard : Tiffani Smith
- William James Jones (en) : Tony Wicks
- Michael Cade (en) : Sylvester « Sly » Winkle
- Burke Bryant : Keith Del (1996)
- Michael Cutt : Richard Garrison (1992-1993)
- Jay Anthony Franke (en) : Jake Sommers (1993-1996)
- Aaron Jackson (en) : Mark Winkle (1994-1996)
- Jennie Kwan (en) : Samantha « Sam » Woo (1993-1996)
- Heidi Noelle Lenhart (en) : Jenny Garrison (1992-1993)
- Ryan O'Neill : Dennis Garrison (1992-1993)
- Gail Ramsey : Melody Garrison (1992-1993)
- Diana Uribe : Lorena Costa (1994-1996)

## Commentaires
Le producteur, Peter Engel, est également à l'origine de la série Sauvés par le gong. 